# Кокотт, Готард
Готард Кокотт (6 октября 1943 — 11 января 2021) — польский профессиональный футболист и тренер.

## Биография
Кокотт родился 6 октября 1943 года в Пысковице. Как футболист выступал, в частности, за «Пяст» и «Ракув».
Как тренер наибольших успехов добился с «Ракувом» и «Рух Радзёнкув», с обеими командами работал в высшем дивизионе. В целом он провёл с «Ракувом» 94 матча высшего дивизиона, а с «Рухом» — 15.
Позже он тренировал профессиональный футзальный клуб «Клирекс Хожув» и был спортивным директором «Ракува».
Он получил ряд наград за свою работу, в частности, бронзовый крест Заслуги, золотой знак и серебряный знак Польского футбольного союза.
Он умер 11 января 2021 года в возрасте 77 лет, его похоронили в Ченстохове.